# Nowa Wieś (powiat przemyski)
Nowa Wieś – wieś w Polsce położona w województwie podkarpackim, w powiecie przemyskim, w gminie Bircza. Leży na Pogórzu Przemyskim. 
W II Rzeczypospolitej wieś położona powiecie dobromilskim województwa lwowskiego. W czerwcu 1946 nacjonaliści ukraińscy z OUN-UPA zamordowali tu 4 Polaków, paląc większość gospodarstw.
W latach 1975–1998 miejscowość administracyjnie należała do województwa przemyskiego.
Przez miejscowość przepływa niewielka rzeka Stupnica, dopływ Sanu.

## Części wsi
| SIMC    | Nazwa    | Rodzaj     |
| ------- | -------- | ---------- |
| 0599563 | Tokarnia | przysiółek |

Wieś powstała najprawdopodobniej w połowie XV wieku. Od początku istnienia, aż do 1939 roku wchodziła w skład dóbr bireckich.
W 2 poł. XVIII dziedzicem Nowej Wsi był Ignacy Adam Lewicki. W połowie XIX wieku właścicielem posiadłości tabularnej w Nowej Wsi był Adam Kowalski.

## Demografia
- 1785 - 89 grekokatolików, 35 rzymskich katolików
- 2006 - 99 osób